# Einschneideverfahren

Darstellung eines Hauses mit rechteckigem Grundriss (unten) und dem Aufriss einer Seitenwand (rechts) per Einschneideverfahren

Mit Hilfe des Einschneideverfahrens oder Schnellrissverfahrens stellt man in der Darstellenden Geometrie relativ leicht und schnell anschauliche Bilder von räumlichen Objekten aus zwei zugeordneten Rissen – Grundriss und Aufriss – her. Das Ergebnis ist ein axonometrisches Bild. Der Vorteil des Einschneideverfahrens gegenüber der Standardaxonometrie besteht darin, dass keine Koordinaten einzelner Punkt abgemessen, mit einem Faktor multipliziert und dann in das axonometrische Bild eingetragen werden müssen; vielmehr entsteht das Bild durch Zeichnen zweier Scharen von Parallelen und dem Schneiden zugeordneter Geraden.
Das Einschneideverfahren wurde 1937 von dem österreichischen Mathematiker Ludwig Eckhart unter dem Namen Schnellrissverfahren eingeführt.

## Beschreibung des Verfahrens

Prinzip des Einschneideverfahrens

Ausgehend von zwei orthogonalen zugeordneten Projektionen (Rissen) eines Objekts verfährt man folgendermaßen:
1. Man legt die beiden Risse beliebig (s. unten) in die Zeichenebene und
2. wählt zwei verschiedene Einschneiderichtungen {\displaystyle {\vec {e}}_{1}} und {\displaystyle {\vec {e}}_{2}}.
3. Durch die Risse  {\displaystyle P',P''} eines Punktes {\displaystyle P} werden je ein Strahl {\displaystyle {\vec {p}}_{1}} und {\displaystyle {\vec {p}}_{2}}  in {\displaystyle {\vec {e}}_{1}}- bzw. {\displaystyle {\vec {e}}_{2}}-Richtung gezogen.
4. Der Schnittpunkt der beiden Strahlen {\displaystyle {\vec {p}}_{1}\cap {\vec {p}}_{2}={\overline {P}}} ist das axonometrische Bild von {\displaystyle P}.

Zwei der drei Koordinatenachsen im Bild zeigen jeweils in eine der Einschneiderichtungen {\displaystyle {\vec {e}}_{1}} und {\displaystyle {\vec {e}}_{2}}. Die dritte Achse (hier: {\displaystyle {\overline {y}}}) ergibt sich durch einschneiden eines vom Ursprung verschiedenen Punktes auf der zu konstruierenden Achse (s. Bild).
Die Rechtfertigung dieser Methode beruht auf der Invarianz des Teilverhältnisses (auf einer Gerade) bei Parallelprojektion.
Das entstandene Bild ist im Allgemeinen eine schiefe Parallelprojektion. Um eine orthogonale Projektion zu erhalten, müssen für die Lage der Risse gewisse weitere Vorgaben erfüllt werden. Siehe orthogonale Axonometrie.

## Lage von Grund- und Aufriss, Einschneiderichtungen

Günstige Winkel für das Einschneideverfahren

Für eine gute Bildwirkung sollte man bei der Platzierung von Grund- und Aufriss die folgenden Winkelbereiche beachten:
{\displaystyle 50^{\circ }<\alpha <90^{\circ };\ 5^{\circ }<\beta <\alpha ;\ \delta \approx \beta }.
(Orthogonale Projektion, falls {\displaystyle \cos \alpha =\cos \beta \cos \delta }.)